# Lista de fuzis de assalto
Um fuzil de assalto é um fuzil que usa um cartucho intermediário, tem a capacidade de alternar entre semiautomático/fogo totalmente automático e um carregador destacável.  Fuzis de assalto são atualmente o fuzil de serviço na maioria dos exércitos modernos.
Por definição rigorosa, uma arma de fogo deve ter as seguintes características para ser considerado um fuzil de assalto:
- Deve ser uma arma individual;
- Deve ser capaz de ter fogo seletivo, o que significa que tem a capacidade de alternar entre semiautomática e rajada/fogo totalmente automático;[5]
- Deve ter um cartucho de potência intermediária: mais potente do que uma pistola, porém inferior a um fuzil padrão ou fuzil de batalha;
- Sua munição deve ser fornecida a partir de um carregador de caixa destacável;
- E deve ter um alcance efetivo de pelo menos 300 m

| Nome                                      | Fabricante                                                           | Imagem             | Cartucho                                                                                           | País de fabricação        | Ano       |
| ----------------------------------------- | -------------------------------------------------------------------- | ------------------ | -------------------------------------------------------------------------------------------------- | ------------------------- | --------- |
| AB-3                                      | Kalashnikov Concern                                                  |                    | | União Soviética           | 1970      |
| Adaptive Combat Rifle                     | Remington Arms Bushmaster                                            |                    | 5,56×45mm NATO 6,8mm Remington SPC                                                                 | Estados Unidos            | 2006      |
| ADS amphibious rifle                      | KBP Instrument Design Bureau                                         |                    | 5,45×39mm 5,45mm PSP                                                                               | Rússia                    | 2007      |
| AEK-971                                   | Degtyarev plant                                                      |                    | 5,45×39mm                                                                                          | União Soviética           | 1978      |
| AG-043                                    |                                                                      |                    | 5,45×39mm                                                                                          | União Soviética           | 1974      |
| Ak 5                                      | Bofors Carl Gustaf                                                   |                    | 5,56×45mm NATO                                                                                     | Suécia                    | 1982      |
| AK-9                                      | Kalashnikov Concern                                                  |                    | 9×39mm                                                                                             | Rússia                    | 2000s     |
| AK-47                                     | Kalashnikov Concern                                                  |                    | 7,62×39mm                                                                                          | União Soviética           | 1946      |
| AK-63                                     | Fegyver- és Gépgyár                                                  | Ficheiro:AMMSz.jpg | 7,62×39mm                                                                                          | Hungria                   | 1977      |
| AK-74                                     | Kalashnikov Concern                                                  |                    | 5,45×39mm                                                                                          | União Soviética           | 1974      |
| AK-101                                    | Kalashnikov Concern                                                  |                    | 5,56×45mm NATO                                                                                     | Rússia                    | 1994      |
| AK-102                                    | Kalashnikov Concern                                                  |                    | 5,56×45mm NATO                                                                                     | Rússia                    | 1990s     |
| AK-103                                    | Kalashnikov Concern                                                  |                    | 7,62×39mm                                                                                          | Rússia                    | 1994      |
| AK-107                                    | Kalashnikov Concern                                                  |                    | 5,45×39mm / 5,56×45mm NATO                                                                         | Rússia                    | 1990s     |
| AK-12                                     | Kalashnikov Concern                                                  |                    | 5,45×39mm 5,56×45mm NATO 7,62×39mm 9×39mm 6,5mm Grendel 7,62×51mm NATO 12 Gauge                    | Rússia                    | 2010      |
| AK-63                                     | Fegyver- és Gépgyár                                                  | Ficheiro:AMMSz.jpg | 7,62×39mm                                                                                          | Hungria                   | 1977      |
| AKM                                       | Izhmash Tulsky Oruzheiny Zavod                                       |                    | 7,62×39mm                                                                                          | União Soviética           | 1950s     |
| AMD-65                                    | Fegyver- és Gépgyár                                                  | Ficheiro:AMMSz.jpg | 7,62×39mm                                                                                          | Hungria                   | 1965      |
| AMP-69                                    | Fegyver- és Gépgyár                                                  |                    | 7,62×39mm                                                                                          | Hungria                   |           |
| AN-94                                     | Izhmash                                                              |                    | 5,45×39mm                                                                                          | Rússia                    | 1994      |
| AO-27 rifle                               | D.I. Shiryaev                                                        |                    | 7,62/39 mm                                                                                         | União Soviética           | 1961      |
| AO-31                                     |                                                                      |                    | 5,45×39mm 7,62×39mm                                                                                | União Soviética           | 1962      |
| AO-35 assault rifle                       |                                                                      |                    | 5,45×39mm 7,62×39mm                                                                                | União Soviética           |           |
| AO-38 assault rifle                       | TsNIITochMash                                                        |                    | 5,45×39mm                                                                                          | União Soviética           | 1965      |
| APS-95                                    | Končar-Arma d.o.o                                                    |                    | 5,56×45mm NATO                                                                                     | Croácia                   | 1995      |
| APS underwater rifle                      | Tulsky Oruzheiny Zavod TsNIITochMash                                 |                    | 5,66×39mm                                                                                          | União Soviética           | 1970      |
| ArmaLite AR-15                            | ArmaLite                                                             |                    | .223 Remington                                                                                     | Estados Unidos            | 1957      |
| ArmaLite AR-18                            | ArmaLite                                                             |                    | 5,56×45mm NATO                                                                                     | Estados Unidos            | 1963      |
| AS Val                                    | TsNIITochMash                                                        |                    | 9×39mm                                                                                             | União Soviética           | 1987      |
| ASM-DT amphibious rifle                   | Tulsky Oruzheiny Zavod                                               |                    | 5,45×39mm                                                                                          | União Soviética           | 1990s     |
| Barrett REC7                              | Barrett Firearms Manufacturing                                       |                    | 5,56×45mm NATO 6,8mm Remington SPC                                                                 | Estados Unidos            | 2007      |
| Beretta AR70/90                           | Fabbrica d'Armi Pietro Beretta                                       |                    | 5,56×45mm NATO                                                                                     | Itália                    | 1985      |
| Beretta ARX160                            | Fabbrica d'Armi Pietro Beretta                                       |                    | 5,56×45mm NATO 5,45×39mm 6,8mm Remington SPC 7,62×39mm                                             | Itália                    | 2008      |
| Beretta Rx4 Storm                         | Fabbrica d'Armi Pietro Beretta                                       |                    | 5,56×45mm NATO .223 Remington                                                                      | Itália                    | 2005      |
| BSA 28P                                   | Birmingham Small Arms Company                                        |                    | .280 British                                                                                       | Estados Unidos            | 1949      |
| Bullpup Multirole Combat Rifle            | ST Kinetics                                                          |                    | 5,56×45mm NATO 6,8mm Remington SPC 7,62×39mm                                                       | Singapura                 | 2014      |
| Chropi rifle                              | Chropei                                                              |                    | 7,62×39mm                                                                                          | Grécia                    | 1975      |
| CEAM Modèle 1950                          | Atelier Mécanique de Mulhouse                                        |                    | .30 Carbine 7,92×33mm Kurz 7,65×35mm 7,5×38mm                                                      | França                    | 1949      |
| CETME Model L                             | Empresa Nacional Santa Bárbara                                       |                    | 5,56×45mm NATO                                                                                     | Espanha                   | 1981      |
| Close Quarters Battle Receiver            | Colt's Manufacturing Company                                         |                    | 5,56×45mm NATO                                                                                     | Estados Unidos            | 1999      |
| C7 rifle                                  | Diemaco                                                              |                    | 5,56×45mm NATO                                                                                     | Canadá                    | 1982      |
| Colt CM901                                | Colt Defense                                                         |                    | 5,56×45mm NATO 6,8mm Remington SPC 7,62×39mm 7,62×51mm NATO                                        | Estados Unidos            | 2010s     |
| Conventional Multirole Combat Rifle       | ST Kinetics                                                          |                    | 5,56×45mm NATO                                                                                     | Singapura                 | 2014      |
| CZ 805 BREN                               | Česká zbrojovka Uherský Brod                                         |                    | 5,56×45mm NATO                                                                                     | Chéquia                   | 2009      |
| ČZ 2000                                   | Česká zbrojovka Uherský Brod                                         |                    | 5,56×45mm NATO                                                                                     | Checoslováquia            | 1990      |
| Daewoo K2                                 | S&T Motiv                                                            |                    | 5,56×45mm NATO                                                                                     | Coreia do Sul             | 1972      |
| Desarrollos Industriales Casanave SC-2005 | Desarrollos Industriales Casanave S.A                                |                    | 5,56×45mm NATO 7,62×51mm NATO 7,62×39mm                                                            | Peru                      | 2005      |
| Dlugov assault rifle                      |                                                                      |                    | 7,62×39mm                                                                                          | União Soviética           | 1953      |
| Rifle EM-2                                | Royal Small Arms Factory Enfield                                     |                    | 7 mm Mk1Z (7×43mm)                                                                                 | Reino Unido               | 1950      |
| Excalibur rifle                           | Armament Research and Development Establishment                      |                    | 5,56×45mm NATO                                                                                     | Índia                     | 2013–14   |
| EMER K1                                   | Myanmar Fritz Werner Industries                                      |                    | 5,56×45mm NATO                                                                                     | Birmânia                  |           |
| FAMAS                                     | Nexter                                                               |                    | 5,56×45mm NATO                                                                                     | França                    | 1978      |
| FARA 83                                   | Fabrica Militar de Armas Portatiles Domingo Matheu                   |                    | 5,56×45mm NATO                                                                                     | Argentina                 | 1981      |
| FB Beryl                                  | Łucznik Arms Factory                                                 |                    | 5,56×45mm NATO                                                                                     | Polónia                   | 1995      |
| FB MSBS                                   | FB "Łucznik" Radom                                                   |                    | 7,62×51mm NATO                                                                                     | Polónia                   | 2016      |
| FB Tantal                                 | Łucznik Arms Factory                                                 |                    | 5,45×39mm                                                                                          | Polónia                   | 1981      |
| FN CAL                                    | Fabrique Nationale d'Herstal                                         |                    | 5,56×45mm NATO                                                                                     | Bélgica                   | 1963      |
| FN F2000                                  | Fabrique Nationale d'Herstal                                         |                    | 5,56×45mm NATO                                                                                     | Bélgica                   | 2001      |
| FN FNC                                    | Fabrique Nationale d'Herstal                                         |                    | 5,56×45mm NATO                                                                                     | Bélgica                   | 1975      |
| FN SCAR                                   | Fabrique Nationale d'Herstal                                         |                    | 5,56×45mm NATO                                                                                     | Bélgica                   | 2004      |
| FX-05 Xiuhcoatl                           | Dirección General de Industria Militar del Ejército                  |                    | 5,56×45mm NATO                                                                                     | México                    | 2005      |
| Grad AR                                   | State Factories-North Ossetia                                        |                    | 6×49mm 5,45×39mm                                                                                   | Ossétia do Sul            | 2010      |
| Grossfuss Sturmgewehr                     |                                                                      |                    | 7,92×33mm Kurz                                                                                     | Alemanha                  | 1944      |
| Heckler & Koch G11                        | Heckler & Koch                                                       |                    | 4,73 x33mm                                                                                         | Alemanha Ocidental        | 1968      |
| Heckler & Koch G36                        | Heckler & Koch                                                       |                    | 5,56×45mm NATO                                                                                     | Alemanha                  | 1995      |
| Heckler & Koch G41                        | Heckler & Koch                                                       |                    | 5,56×45mm NATO                                                                                     | Alemanha Ocidental        | 1984      |
| Heckler & Koch HK33                       | Heckler & Koch                                                       |                    | 5,56×45mm NATO                                                                                     | Alemanha Ocidental        | 1960s     |
| Heckler & Koch HK36                       | Heckler & Koch                                                       |                    | 4,6×36 mm                                                                                          | Alemanha Ocidental        | 1970s     |
| Heckler & Koch HK416                      | Heckler & Koch                                                       |                    | 5,56×45mm NATO                                                                                     | Alemanha                  | 2004      |
| Heckler & Koch HK433                      | Heckler & Koch                                                       |                    | 5,56×45mm NATO, others                                                                             | Alemanha                  | 2017      |
| Howa Type 89                              | Howa                                                                 |                    | 5,56×45mm NATO                                                                                     | Japão                     | 1989      |
| HS Produkt VHS                            | HS Produkt                                                           |                    | 5,56×45mm NATO                                                                                     | Croácia                   | 2005      |
| IMBEL MD                                  | IMBEL                                                                |                    | 5,56×45mm NATO                                                                                     | Brasil                    | 1983      |
| IMBEL IA2                                 | IMBEL                                                                |                    | 5,56×45mm NATO 7,62×51mm NATO                                                                      | Brasil                    | 2009      |
| IMI Galil                                 | Israel Military Industries                                           |                    | 5,56×45mm NATO 7,62×51mm NATO                                                                      | Israel                    | 1960s     |
| IWI Tavor                                 | Israel Weapon Industries                                             |                    | 5,56×45mm NATO                                                                                     | Israel                    | 1991      |
| IWI X95                                   | Israel Weapon Industries                                             |                    | 5,56×45mm NATO 5,45×39mm .300 AAC Blackout 9×19mm Parabellum 5,56×30mm MINSAS                      | Israel                    | 2003      |
| INSAS rifle                               | Ordnance Factories Board                                             |                    | 5,56×45mm NATO                                                                                     | Índia                     | 1998      |
| Interdynamics MKS                         | Interdynamics                                                        |                    | 5,56×45mm NATO                                                                                     | Suécia                    | 1979      |
| IWI ACE                                   | Israel Weapons Industries                                            |                    | 5,56×45mm NATO 7,62×51mm NATO 7,62×39mm                                                            | Israel                    | 2008      |
| Kbkg wz. 1960                             |                                                                      |                    | 7,62×39mm                                                                                          | Polónia                   | 1960      |
| L64/65                                    | RSAF Enfield                                                         |                    | 4,85×49mm                                                                                          | Reino Unido               | 1964      |
| LSAT rifle                                | (A ser anunciado)                                                    |                    | LSAT caseless ammunition                                                                           | Estados Unidos            | 2008      |
| Leader Dynamics Series T2 MK5             | Leader Dynamics Australian Automatic Arms                            |                    | 5,56×45mm NATO                                                                                     | Austrália                 | 1978      |
| LR-300                                    | Z-M Weapons                                                          |                    | 5,56×45mm NATO                                                                                     | Estados Unidos            | 2000      |
| M16                                       | Colt Defense                                                         |                    | 5,56×45mm NATO                                                                                     | Estados Unidos            | 1956      |
| Multi Caliber Individual Weapon System    | Ordnance Factory Tiruchirappalli                                     |                    | 5,56×45mm NATO 7,62×39mm 6,8mm Remington SPC                                                       | Índia                     | 2012      |
| Nesterov assault rifle                    |                                                                      |                    | 7,62×39mm                                                                                          | União Soviética           | 1961      |
| Norinco CQ                                | Norinco                                                              |                    | 5,56×45mm NATO                                                                                     | China                     | 1980s     |
| OTs-12 assault rifle                      | KBP Instrument Design Bureau                                         |                    | 9×39mm                                                                                             | Rússia                    | 1990s     |
| Pindad SS1                                | PT Pindad                                                            |                    | 5,56×45mm NATO                                                                                     | Indonésia                 | 1991      |
| Pindad SS2                                | PT Pindad                                                            |                    | 5,56×45mm NATO                                                                                     | Indonésia                 | 2005      |
| Pistol Mitralieră model 1963/1965         | ROMARM                                                               |                    | 7,62×39mm                                                                                          | Roménia                   | 1963–1965 |
| Pușcă Automată model 1986                 | ROMARM                                                               |                    | 5,45×39mm                                                                                          | Roménia                   | 1986      |
| PVAR rifle                                | United Defense Manufacturing Corporation                             |                    | 5,56×45mm NATO                                                                                     | Filipinas                 | 2011      |
| QBZ-95 / QBZ-97                           | Norinco                                                              |                    | 5,8×42mm DBP87 / 5,56×45mm NATO                                                                    | China                     | 1995      |
| QBZ-03                                    | Norinco                                                              |                    | 5,8×42mm DBP87 5,56×45mm NATO                                                                      | China                     | 2003      |
| Remington GPC                             | Remington Arms                                                       |                    | 5,56×45mm NATO                                                                                     | Estados Unidos            | 2010      |
| Remington R5 RGP                          | Remington Arms                                                       |                    | 5,56×45mm NATO                                                                                     | Estados Unidos            | 2006      |
| Rk 62                                     | Valmet SAKO                                                          |                    | 7,62×39mm                                                                                          | Finlândia                 | 1962      |
| Rk 95 TP                                  | SAKO                                                                 |                    | 7,62×39mm                                                                                          | Finlândia                 | 1990      |
| Robinson Armament XCR                     | Robinson Armament Co                                                 |                    | 5,56×45mm NATO 5,45×39mm 7,62×39mm 6,8mm Remington SPC 6,5mm Grendel 7,62×51mm NATO .260 Remington | Estados Unidos            | 2004      |
| S&T Daewoo K11                            | S&T Motiv                                                            |                    | 5,56×45mm NATO                                                                                     | Coreia do Sul             | 2006      |
| Sa vz. 58                                 | Česká zbrojovka                                                      |                    | 7,62×39mm M43                                                                                      | Checoslováquia            | 1956      |
| SA80                                      | BAE Systems                                                          |                    | 5,56×45mm NATO                                                                                     | Reino Unido               | 1970      |
| SAR 80                                    | Chartered Industries of Singapore (agora conhecida como ST Kinetics) |                    | 5,56×45mm NATO                                                                                     | Singapura                 | 1976      |
| SAR-21                                    | ST Kinetics                                                          |                    | 5,56×45mm NATO                                                                                     | Singapura                 | 1996      |
| SIG MCX                                   | SIG Sauer                                                            |                    | 5,56×45mm NATO 300 AAC Blackout                                                                    | Suíça                     | 2010      |
| SIG Sauer SIG516                          | Schweizerische Industrie Gesellschaft                                |                    | 5,56×45mm NATO .223 Remington 7,62×39mm                                                            | Estados Unidos            | 2000      |
| SIG SG 530                                | Schweizerische Industrie Gesellschaft                                |                    | 5,56×45mm NATO                                                                                     | Suíça                     | 1960      |
| SIG SG 540                                | Schweizerische Industrie Gesellschaft                                |                    | 5,56×45mm NATO                                                                                     | Suíça                     | 1970      |
| SIG SG 550                                | Swiss Arms AG                                                        |                    | 5,6 mm Gw Pat 90                                                                                   | Suíça                     | 1970      |
| SOCIMI AR-831                             | Società Costruzioni Industriali Milano Luigi Franchi S.p.A.          |                    | 5,56×45mm NATO                                                                                     | Itália                    | 1985      |
| Special Operations Assault Rifle          | Ferfrans Specialties                                                 |                    | 5,56×45mm NATO                                                                                     | Filipinas                 | 2004      |
| SR-3 Vikhr                                | Tulsky Oruzheiny Zavod                                               |                    | 9×39mm                                                                                             | União Soviética           | 1990s     |
| SR-47                                     |                                                                      |                    | 7,62×39mm                                                                                          | Estados Unidos            |           |
| SR 88                                     | Chartered Industries of Singapore (agora conhecida como ST Kinetics) |                    | 5,56×45mm NATO                                                                                     | Singapura                 | 1978      |
| SS09                                      | SSAM                                                                 |                    | 5,56×45mm NATO                                                                                     | Reino Unido               | 2009      |
| Sterling SAR-87                           | Sterling Armaments Company                                           |                    | 5,56×45mm NATO                                                                                     | Reino Unido               | 1980s     |
| Steyr AUG                                 | Steyr Mannlicher                                                     |                    | 5,56×45mm NATO 9×19mm Parabellum                                                                   | Áustria Austrália         | 1970s     |
| Stoner 63                                 | Cadillac Gage                                                        |                    | 5,56×45mm NATO                                                                                     | Estados Unidos            | 1962      |
| StG 44                                    | C. G. Haenel Waffen und Fahrradfabrik                                |                    | 7,92×33mm Kurz                                                                                     | Alemanha                  | 1942      |
| StG 45(M)                                 | Mauser                                                               |                    | 7,92×33mm Kurz                                                                                     | Alemanha                  | 1944      |
| T65 assault rifle                         | 205th Armory                                                         |                    | 5,56×45mm NATO                                                                                     | Taiwan                    | 1976      |
| T86 assault rifle                         | 205th Armory                                                         |                    | 5,56×45mm NATO                                                                                     | Taiwan                    | 1992      |
| T91 assault rifle                         | 205th Armory                                                         |                    | 5,56×45mm NATO                                                                                     | Taiwan                    | 2002      |
| T97 assault rifle                         | 205th Armory                                                         |                    | 5,56×45mm NATO                                                                                     | Taiwan                    | 2012      |
| TKB-072                                   | Tulsky Oruzheiny Zavod                                               |                    | 5,45×39mm                                                                                          | União Soviética           | 1975      |
| TKB-517                                   | Tulsky Oruzheiny Zavod                                               |                    | 7,62×39mm                                                                                          | União Soviética           |           |
| Type 56 assault rifle                     | Norinco                                                              |                    | 7,62×39mm M43                                                                                      | China                     | 1956      |
| Type 58 assault rifle                     |                                                                      |                    | 7,62×39mm                                                                                          | Coreia do Norte           | 1958      |
| Type 63 assault rifle                     |                                                                      |                    | 7,62×39mm                                                                                          | China                     | 1968      |
| Type 81 assault rifle                     |                                                                      |                    | 7,62×39mm                                                                                          | China                     | 1971      |
| Norinco Type 86S                          | Norinco                                                              |                    | 7,62×39mm                                                                                          | China                     | 1980s     |
| VAHAN (arma de fogo)                      |                                                                      |                    | 5,45×39mm                                                                                          | Arménia                   | 1952      |
| Valmet M76                                | Valmet                                                               |                    | 5,56×45mm NATO 7,62×39mm                                                                           | Finlândia                 | 1970s     |
| Valmet M82                                | Valmet                                                               |                    | 5,56×45mm NATO 7,62×39mm                                                                           | Finlândia                 | 1978      |
| Vektor CR-21                              | Denel                                                                |                    | 5,56×45mm NATO                                                                                     | África do Sul             | 1997      |
| Vektor R4                                 | Denel Land Systems                                                   |                    | 5,56×45mm NATO                                                                                     | África do Sul             | 1970s     |
| Vepr                                      | National Space Agency's R&D Center for precision engineering         |                    | 5,45×39mm                                                                                          | Ucrânia                   | 2010      |
| Wieger StG-940                            |                                                                      |                    | 5,56×45mm NATO 5,45×39mm                                                                           | Alemanha Oriental         | 1980      |
| Wimmersperg Spz                           |                                                                      |                    | 7,92×33mm Kurz                                                                                     | Alemanha                  | 1944      |
| XM8 (rifle)                               | Heckler & Koch                                                       |                    | 5,56×45mm NATO                                                                                     | Alemanha / Estados Unidos | 2003      |
| XT-97 Assault Rifle                       | 205th Armory                                                         |                    | 5,56×45mm NATO 9×19mm Parabellum                                                                   | Taiwan                    | 2008      |
| Zastava M21                               | Zastava Arms                                                         |                    | 5,56×45mm NATO                                                                                     | Sérvia e Montenegro       | 2004      |
| Zastava M70                               | Zastava Arms                                                         |                    | 7,62×39mm                                                                                          | Iugoslávia                | 1959      |
| Zastava M90                               | Zastava Arms                                                         |                    | 5,56×45mm NATO                                                                                     | Sérvia e Montenegro       | 1990      |